# Hay una niña
«Hay una Niña» es una canción interpretada por el dúo musical belgasalvadoreño Shaka y Dres.Fue lanzado como el tercer sencillo del dúo y de su álbum debut, Pas de Panique a finales de octubre de 2010.La canción ingresó a varios conteos salvadoreños y es uno de los temas más importantes y conocidos de Shaka y Dres.

## Antecedentes
La canción, según una entrevista del grupo en el programa salvadoreño Play, la canción está dedicada a una novia de Shaka, y a la belleza de la mujer.

## Recepción

### Comercial
La canción es la segunda en el orden cronológico que tiene una buena aceptación en El Salvador.Logró ingresar a varios conteos, alcanzando la posición 4.

## Video musical
El video fue estrenado en noviembre de 2010.En él, aparecen Shaka Y Dres en un salón amarillo y aparece una mujer a quien se supone está dedicada la canción.

## Listas salvadoreñas

### Semanales
| Radio/sitio web    | Lista              | Mejor Posición |
| ------------------ | ------------------ | -------------- |
| Top latino         | Top 40 El Salvador | 20             |
| EXA FM El Salvador | Las 10 exactas     | 4              |
| Radio Femenina     | Top 11             | 6              |
| FULL FM            | Full 10            | 6              |

### Anuales
| Radio              | Lista          | Posición |
| ------------------ | -------------- | -------- |
| Exa Fm El Salvador | Las 60 exactas | 44       |
| Radio Femenina     | Top 111 2010   | 63       |
| Full fm            | Full 100 2010  | 60       |